# Rosa deqenensis
Rosa deqenensis — вид рослин з родини розових (Rosaceae); ендемік Юньнаню, Китай.

## Опис
Кущ ≈ 1 м заввишки, голий. Гілочки сіро-зелені, у віці червоно-коричневі, голі; колючки рідкісні, шилоподібні, прямі або злегка зігнуті. Листки включно з ніжкою 2–2.5 см; прилистки здебільшого прилягають до ніжки; ребро й ніжка голі, рідко залозисто-запушені, з невеликими, прямими або вигнутими колючками; листочків зазвичай 7, обернено-яйцюваті, 7–10 × 5–8 мм, обидві поверхні голі, низ рідко залозисто-запушений, основа клиноподібна, край подвійно пилчастий, верхівка округла. Квіток 2 або 3; чашолистків 5, опадні, яйцювато-ланцетні, 8–10 мм. Плоди червоно-коричневі, майже кулясті, діаметром 8–10 мм; період плодоношення: липень.

## Поширення
Ендемік північно-західного Юньнаню, Китаю. Населяє береги потоків на висотах 2000–2100 м.